# كيث سانت جون
كيث سانت جون (بالإنجليزية: Keith St. John)‏ هو محامي وسياسي أمريكي، ولد في 5 أغسطس 1957. حزبياً، نشط في الحزب الديمقراطي.